# 地球中微子
| {\displaystyle {\begin{array}{rclr}{\ce {^{238}_{92}U}}&{\ce {->}}&{\ce {^{206}_{82}Pb}}+8\alpha +6e^{-}+6{\bar {\nu }}_{e}&+\ 51.698\,{\ce {MeV}}\\{\ce {^{235}_{92}U}}&{\ce {->}}&{\ce {^{207}_{82}Pb}}+7\alpha +4e^{-}+4{\bar {\nu }}_{e}&+\ 46.402\,{\ce {MeV}}\\{\ce {^{232}_{90}Th}}&{\ce {->}}&{\ce {^{208}_{82}Pb}}+6\alpha +4e^{-}+4{\bar {\nu }}_{e}&+\ 42.652\,{\ce {MeV}}\\{\ce {^{40}_{19}K}}&{\ce {->[{89.3\,\%}]}}&{\ce {^{40}_{20}Ca}}+e^{-}+{\bar {\nu }}_{e}&+\ 1.311\,{\ce {MeV}}\\{\ce {^{40}_{19}K}}+e^{-}&{\ce {->[{10.7\,\%}]}}&{\ce {^{40}_{18}Ar}}+\nu _{e}&+\ 1.505\,{\ce {MeV}}\end{array}}} |

地球中微子，又称地中微子，是地球上天然存在的放射性核素衰变过程中产生的中微子或反中微子。中微子是目前人类已知的亚原子粒子中最轻的粒子。它不具有可测量的电磁特性，并且在忽略重力的情况下仅通过弱核力相互作用。物质对中微子几乎是透明的，因此中微子可以以接近光速的速度畅通无阻地穿过地球内部。由于地球中微子携带着关于地球内部放射性同位素丰度的综合信息，中微子地球物理学这一新兴领域也随之诞生。
大多数地球中微子是反电中微子，主要产生于40K、232Th和238U的β-衰变过程。这些衰变链占现在地球内部产生的辐射热的99%以上。不过，其中只有产生自232Th和238U衰变链的地球中微子可以通过自由质子上的逆β衰变机制检测到，因为它们的能量均高于1.8 MeV的检测阈值。在中微子实验中，大型地下液体闪烁体探测器可以记录这种相互作用产生的闪光。截至2022年，KamLAND、Borexino和SNO+等探测器均已投入使用，用以观测收集地球中微子相关的数据。

## 历史

### 地质学与地球物理学背景
在地球内部，热量以大约47 TW的速度向外辐射。这个功率比地球表面接收到的太阳能功率的0.1%还小。地球内部的热量变化主要是由地球内部的放射性同位素衰变、地球的长期冷却、地球内核的增长（引力能和潜热）以及其他过程造成的。其中，地球内部最重要的产热元素是铀（U）、钍（Th）和钾（K）。由于关于它们在地球上的丰度仍然没有确切的结论，因这些元素衰变而在地球内部产生的热量的速率被估计为10 TW至30 TW不等。其中，有相当于约7 TW的热量被认为产生于地壳之中。由于铀、钍、钾基本不存在于地核，所以剩下的热量被认为产生于地幔之中。
目前人类对地球内部成分的认识不足，反映了人类对地球的形成过程和与太阳系起源有着重大关系的球粒陨石等方面缺乏了解。如果对地球内部的铀、钍和钾的丰度有了更准确的了解，被认为可以提高人类对现代地球动力学和太阳系与地球的形成过程的认识。只使用传统的地质学和地球物理学手法无法进一步获得更为精确的地质丰度模型。与之相反，由于地球中微子与铀、钍和钾的丰度有着直接关系，因此对地球内部产生的地球中微子进行准确的计数后可以得到更为精准的地质丰度模型。除此之外，由于地幔中的放射性同位素为地幔对流提供动力，而地幔对流为板块构造提供动力，因此除了了解位于地球内部的放射性同位素的丰度之外，了解位于地幔中的放射性同位素的数量及其空间分布也是十分重要的。由于上述现象与地震、火山等自然灾害存在关联，因此中微子地球物理学还被认为可以解明自然灾害相关的问题。

### 地球中微子的预测和观测

衰变的费曼图。中子经由玻色子衰变为质子、电子与反电中微子。

中微子的存在最先由沃尔夫冈·泡利在1930年假设提出，而到了1956年人类才首次检测到核反应堆中产生的反中微子。此后，通过研究在地球内部产生的中微子来推断地球成分的想法在20世纪60年代中期就已经存在了。1984年，劳伦斯·M·克劳斯、谢尔登·格拉肖和大卫·施拉姆发布了一篇论文，介绍了地球中微子通量的预测计算，并讨论了探测这种粒子的可能性。
2005年，由东北大学中微子科学研究中心组成的KamLAND团队在日本岐阜县设置的观测器中首次观测到了地球中微子，证实了这种粒子的存在。2010年，设立于意大利的格兰萨索国家实验室也通过Borexino发现了地球中微子。